# Unser Song für Österreich
Unter dem Titel Unser Song für Österreich fand am 5. März 2015 die deutsche Vorentscheidung zum Eurovision Song Contest 2015 statt, bei der der Interpret und das Lied für den am 23. Mai 2015 in Wien, Österreich, stattfindenden Wettbewerb gesucht wurden. Als Sieger wurde Andreas Kümmert mit seinem Song Heart of Stone gewählt. Er verzichtete jedoch auf die Teilnahme am ESC im Mai, womit die Zweitplatzierte Ann Sophie mit ihrem Lied Black Smoke nachrückte und Deutschland vertrat. Moderiert wurde die Sendung wie im Vorjahr von Barbara Schöneberger.

## Format

### Konzept
Das Konzept der Show war wie im vorherigen Jahr: Die acht vor Publikum auftretenden deutschen Künstler wurden ausschließlich von den Zuschauern bewertet. Sieben vorausgewählte Teilnehmer wurden am 14. Januar 2015 bekanntgegeben. Die Liedertitel wurden am 4. Februar veröffentlicht. Im Rahmen eines Clubkonzerts wurde der achte Teilnehmer ermittelt.

### Abstimmung
Die Abstimmung ist wie 2014 verlaufen: Es gab insgesamt drei Abstimmungsrunden, in denen die Zuschauer per Televoting ihren Favoriten wählten. In der ersten Runde sangen alle acht Kandidaten einen Song. Die Zuschauer entschieden im Anschluss, welche vier Künstler es in die nächste Runde schafften. In dieser präsentierten die verbliebenen Kandidaten ein zweites Stück, sodass die Zuschauer in der zweiten Abstimmungsrunde ihren favorisierten Song auswählen konnten. In der entscheidenden dritten Runde traten dann nochmals die zwei Kandidaten mit den meisten Stimmen auf. Aus ihnen wurde in der letzten Abstimmungsrunde der Sieger von Unser Song für Österreich bestimmt.

### Clubkonzert
Wieder wurde die Auswahl eines Interpreten durch eine Wildcard entschieden: Sowohl Solo-Interpreten als auch Bands konnten bis einschließlich 8. Januar 2015, 12 Uhr Videos auf YouTube hochladen, in denen sie entweder eine Eigenkomposition oder eine Coverversion eines Liedes vortragen. Bis dahin waren insgesamt 1270 Einsendungen eingetroffen. Zur Teilnahme riefen Andreas Bourani, Mark Forster sowie Elaiza, die letztjährigen Gewinner der Wildcard und deutsche Repräsentanten beim ESC 2014, auf. Vertreter des NDR, der Produktionsfirma Brainpool, der jungen Radiosender und Popwellen der ARD sowie der Labels Universal, Sony, Warner und einiger Independent-Labels werteten die eingegangenen Darbietungen aus und entschieden sich für zehn Kandidaten, die am 19. Februar 2015 im Musikclub Große Freiheit 36 in Hamburg auftraten. Dieses Clubkonzert wurde im NDR-Fernsehen und auf diversen Plattformen im Internet übertragen. Den Sieger der Wildcard bestimmten die Zuschauer via Televoting.
Mark Forster hatte einen Auftritt auf der Bühne. Während der Darbietungen wurden die Künstler (wie im Vorjahr) von einer Liveband begleitet.
Das Konzert entschied Ann Sophie für sich.

## Teilnehmer

### Teilnehmer an der Vorentscheidung
| Interpret             | Lied Musik (M) und Text (T)                                                                       | Sprache  | Bilder |
| --------------------- | ------------------------------------------------------------------------------------------------- | -------- | ------ |
| Fahrenhaidt           | Frozen Silence M/T: Andreas John, Erik Macholl, Amanda Pedersen                                   | Englisch |        |
| Fahrenhaidt           | Mother Earth M/T: Andreas John, Erik Macholl, Alexander Freund, Fiora Cutler                      | Englisch |        |
| Faun                  | Hörst du die Trommeln M: Ingo Politz, Bernd Wendlandt, Faun; T: Ingo Politz                       | Deutsch  |        |
| Faun                  | Abschied M: Ingo Politz, Bernd Wendlandt, Faun; T: Oliver Pade, Michael Frewert                   | Deutsch  |        |
| Alexa Feser           | Glück M/T: Steve van Velvet, Alexa Feser                                                          | Deutsch  |        |
| Alexa Feser           | Das Gold von Morgen M/T: Steve van Velvet, Alexa Feser                                            | Deutsch  |        |
| Mrs. Greenbird        | Shine Shine Shine M/T: Chris Buseck, Sarah Nücken, Steffen Brückner                               | Englisch |        |
| Mrs. Greenbird        | Take My Hand M/T: Sarah Nücken, Steffen Brückner                                                  | Englisch |        |
| Andreas Kümmert       | Home Is in My Hands M/T: Andreas Kümmert, Christian Neander                                       | Englisch |        |
| Andreas Kümmert       | Heart of Stone M/T: Andreas Kümmert, Christian Neander                                            | Englisch |        |
| Laing                 | Zeig deine Muskeln M: Nicola Rost, Michael Vajna; T: Nicola Rost                                  | Deutsch  |        |
| Laing                 | Wechselt die Beleuchtung M: Nicola Rost, Moritz Friedrich; T: Nicola Rost                         | Deutsch  |        |
| Noize Generation      | A Song for You (feat. Patrik Jean) M/T: Linnea Deb, Joyce Leong, Anton Malmberg Hård af Segerstad | Englisch |        |
| Noize Generation      | Crazy Now M/T: Axel Ehnström, Jewgeni Grischbowski                                                | Englisch |        |
| Ann Sophie (Wildcard) | Jump the Gun M/T: Beatgees, Katrina Noorbergen, Laila Samuels                                     | Englisch |        |
| Ann Sophie (Wildcard) | Black Smoke M/T: Michael Harwood, Ella McMahon, Tonino Speciale                                   | Englisch |        |

1. ↑  Gesang von Amanda Pedersen
2. ↑  Gesang von Patrik Jean

### Ergebnis der Vorentscheidung

#### Erste Runde
In der ersten Runde traten alle acht Teilnehmer mit einem eigenen Lied an. Die vier Kandidaten mit den meisten Anrufen gelangten in die zweite Runde.
| Platz | Startnr. | Interpret        | Lied                  |
| ----- | -------- | ---------------- | --------------------- |
| 1.–4. | 2        | Alexa Feser      | Glück                 |
| 1.–4. | 8        | Andreas Kümmert  | Home Is in My Hands   |
| 1.–4. | 5        | Ann Sophie       | Jump the Gun          |
| 1.–4. | 7        | Laing            | Zeig deine Muskeln    |
| 5.–8. | 6        | Fahrenhaidt      | Frozen Silence        |
| 5.–8. | 3        | Faun             | Hörst du die Trommeln |
| 5.–8. | 1        | Mrs. Greenbird   | Shine Shine Shine     |
| 5.–8. | 4        | Noize Generation | A Song for You        |

#### Zweite Runde
Die vier Teilnehmer der zweiten Runde präsentierten ein zweites Lied. Die Zuschauer konnten sich dann für einen Interpreten und eines seiner beiden Lieder entscheiden. Zwei Kandidaten qualifizierten sich mit ihrem zweiten Lied für die dritte Runde.
| Platz | Startnr. | Interpret       | Lied                     |
| ----- | -------- | --------------- | ------------------------ |
| 1.–2. | 4        | Andreas Kümmert | Heart of Stone           |
| 1.–2. | 2        | Ann Sophie      | Black Smoke              |
| 3.–4. | 1        | Alexa Feser     | Das Gold von Morgen      |
| 3.–4. | 3        | Laing           | Wechselt die Beleuchtung |

#### Dritte Runde
In der dritten Runde präsentierten die Finalisten die beiden von den Zuschauern gewählten Songs. Andreas Kümmert erhielt danach die meisten Stimmen, lehnte aber die weitere Teilnahme ab, womit Ann Sophie Deutschland beim Eurovision Song Contest 2015 vertrat.
Kümmert begründete seine Entscheidung folgendermaßen:

„Ich bin nicht wirklich in der Verfassung, diese Wahl anzunehmen und muss deshalb … Ich geb’ meinen Titel an Ann Sophie. Ich denke einfach, dass sie viel geeigneter und qualifizierter dafür ist – ich bin ein kleiner Sänger.“

| Platz | Startnr. | Interpret       | Lied           | Zuschauerstimmen | Bemerkungen                                            |
| ----- | -------- | --------------- | -------------- | ---------------- | ------------------------------------------------------ |
| 1.    | 2        | Andreas Kümmert | Heart of Stone | 78,7 %           | Kümmert verzichtet freiwillig auf die Teilnahme am ESC |
| 2.    | 1        | Ann Sophie      | Black Smoke    | 21,3 %           | Ann Sophie vertritt Deutschland beim ESC               |

### Teilnehmer des Clubkonzerts
Die Teilnehmer des Clubkonzerts wurden durch eine neunköpfige Jury ausgewählt. In ihr saßen als Vorsitzender NDR Unterhaltungschef und ARD-Unterhaltungskoordinator Thomas Schreiber, Stefan Müller (Warner Music), Konrad von Löhneysen (Sprecher der Independent-Label), Tom Bohne (Universal Music), Aditya Sharma (Musikchef beim Hörfunksender Fritz), Nico Gössel (Sony), Norbert Grundei (N-Joy) sowie Jörg Grabosch und Claudia Gliedt (beide bei Brainpool).
| Platz | Startnr. | Interpret        | Lied Musik (M) und Text (T)                                   | Sprache                     | Zuschauerstimmen | Bild |
| ----- | -------- | ---------------- | ------------------------------------------------------------- | --------------------------- | ---------------- | ---- |
| 01.   | 08       | Ann Sophie       | Jump the Gun M/T: Beatgees, Katrina Noorbergen, Laila Samuels | Englisch                    | 24,1 %           |      |
| 02.   | 10       | Ason             | Hey You M/T: Dorotea Andersson                                | Englisch                    | 18,1 %           |      |
| 03.   | 04       | Moonjos          | Haggard Heart                                                 | Englisch                    | 12,0 %           |      |
| 04.   | 01       | Klangpoet        | 4 U M: Baader, Karaca, N’Gom, Zett1; T: Karaca, N’Gom, Zett1  | Englisch, Deutsch, Türkisch | 11,6 %           |      |
| 05.   | 03       | Sophie Inacker   | Imperfection M/T: Guido Schwarz                               | Englisch                    | 08,0 %           |      |
| 06.   | 07       | Alisson Bonnefoy | Burning Down M/T: Alisson Bonnefoy                            | Englisch                    | 07,5 %           |      |
| 07.   | 06       | Aden Jaron       | We're On Fire                                                 | Englisch                    | 07,3 %           |      |
| 08.   | 02       | Lars Pinkwart    | Tornado M/T: Lars Pinkwart                                    | Englisch                    | 05,7 %           |      |
| 09.   | 09       | Sendi Hoxha      | Battlefield M/T: Sendi Hoxha                                  | Englisch                    | 03,2 %           |      |
| 10.   | 05       | Louisa Teichmann | Boomerang                                                     | Englisch                    | 02,5 %           |      |

## Übertragung
| Sendung                | Sendedatum               | Sender                      | Kandidaten |
| ---------------------- | ------------------------ | --------------------------- | ---------- |
| Clubkonzert            | 19. Feb. 2015, 22:00 Uhr | NDR Fernsehen, Einsfestival | 10         |
| Deutscher Vorentscheid | 05. März 2015, 20:15 Uhr | Das Erste, Einsfestival     | 08         |

### Quoten
Das Clubkonzert am 19. Februar 2015 erreichte 160.000 Zuschauer mehr als im Vorjahr. Im Sendegebiet des NDR erreichte man einen Markenanteil von 6,1 %, sodass jeder zweite Zuschauer des Clubkonzerts von dort kam.
| Sendung                | Zuschauer | Zuschauer       | Marktanteil | Marktanteil     |
| Sendung                | Gesamt    | 14 bis 49 Jahre | Gesamt      | 14 bis 49 Jahre |
| ---------------------- | --------- | --------------- | ----------- | --------------- |
| Clubkonzert            | 0,52 Mio. | –               | 02,4 %      | 01,9 %          |
| Deutscher Vorentscheid | 3,20 Mio. | 1,25 Mio.       | 10,3 %      | 11,9 %          |

### Showacts
Zur Eröffnung der Veranstaltung sang Conchita Wurst den Vorjahressiegertitel des Eurovision Song Contests, Rise Like a Phoenix. In einer der Abstimmungspausen präsentierte sie zum ersten Mal ihre neue Single You Are Unstoppable live. Mark Forster trat mit seiner Single Flash mich auf, und Stefanie Heinzmann  präsentierte die erste Single In the End aus ihrem vierten Album.

## Austragungsort
Am 8. September 2014 bestätigte der NDR die TUI Arena in Hannover als Austragungsort. Die Vorentscheidung wurde am 5. März 2015 in einer Live-Sendung bei Das Erste übertragen. Das Clubkonzert wurde am 19. Februar 2015 in der Großen Freiheit 36 in Hamburg-St. Pauli ausgetragen.

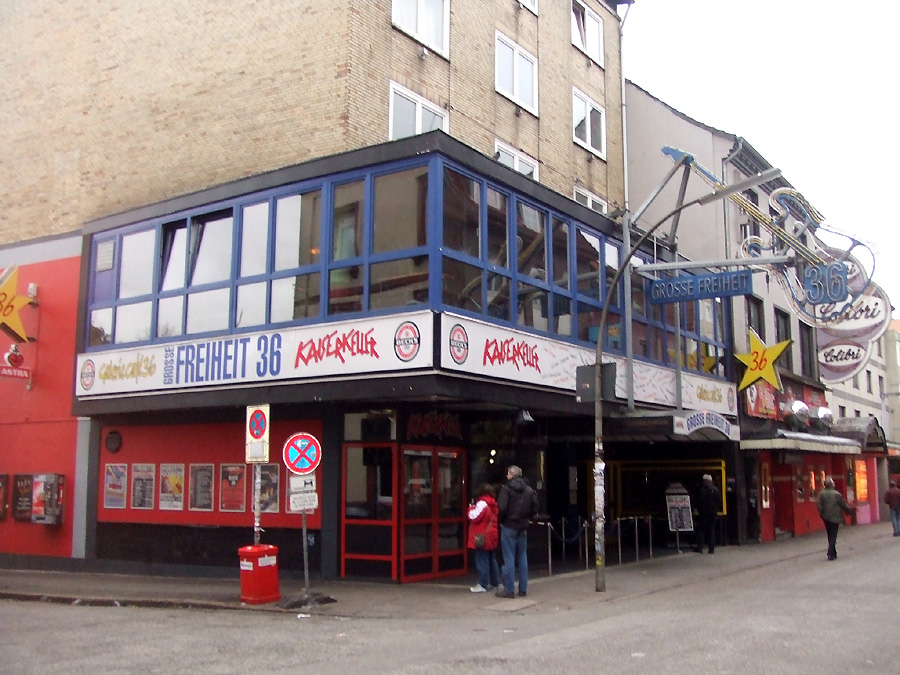
Große Freiheit 36, Austragungsort des Clubkonzerts
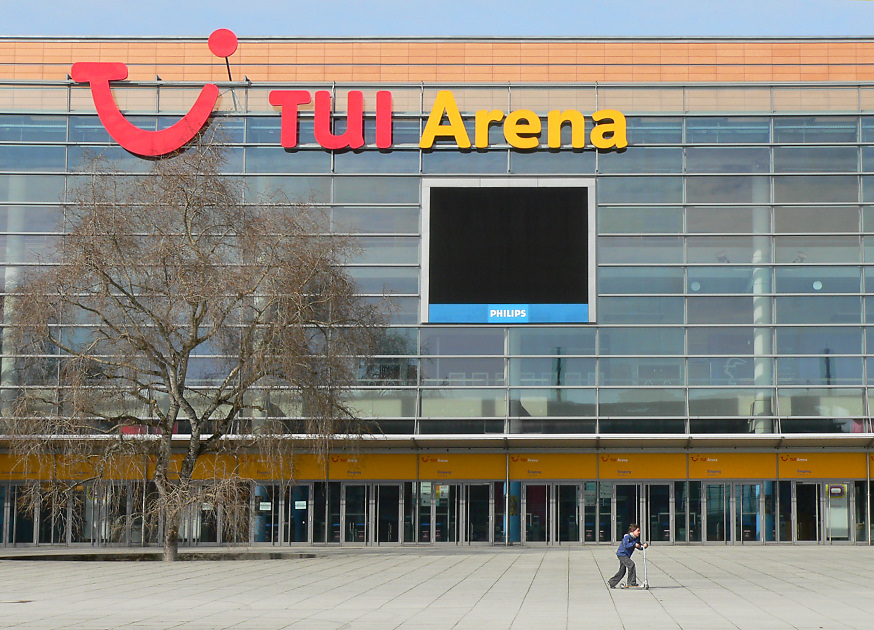
Die TUI Arena, Austragungsort des deutschen Vorentscheids zum ESC 2015